# SC Viktoria XXI
Der SC Viktoria XXI war ein österreichischer Fußballverein aus dem Wiener Stadtteil Floridsdorf, kurz auch Wien XXI genannt. Zu seiner erfolgreichsten Zeit spielte der Klub von 1926 bis 1932 insgesamt sechs Saisonen lang in der II. Liga. 

## Geschichte
Der SC Viktoria XXI trat nach dem Ersten Weltkrieg der Meisterschaft bei. Der Klub erlebte einen raschen Aufstieg, 1924 noch in der fünftklassigen 3. Amateurklasse Ost nahm man bereits 1926/27 erstmals an der professionellen II. Liga teil. Der Verein war zwar anfangs meist am unteren Tabellenende zu finden, im Abstiegskampf allerdings mit Routiniers wie Willibald Steskal und jungen Talenten wie Josef Lebeda im Team nicht involviert. Zur besten Zweitligasaison mauserte sich die Spielzeit 1930/31, in der der vierte von fünfzehn Plätzen errungen wurde. Der SC Viktoria XXI war damals in Jedlesee an der Hopfengasse beheimatet, ein Sportplatz der 1933 von Admira übernommen wurde und zu einem Stadion ausgebaut wurde. Viktoria musste indes 1931/32 überraschend den Abstieg aus der II. Liga hinnehmen. Der Klub hielt sich zwar anschließend in der höchsten Amateurklasse, während des Zweiten Weltkrieges wurde aber der Spielbetrieb eingestellt.

## Erfolge
- 6 × Zweitligateilnahme: 1927–1932 (4. Platz 1931)